# Daniel Mariano Bueno
Daniel Mariano Bueno (São Paulo, 15 december 1983) is een Braziliaans voetballer.